# Nicosia (district)
Het district Nicosia (Grieks: Επαρχία Λευκωσίας) is het grootste van de zes districten van Cyprus. De hoofdstad is Nicosia, de hoofdstad van het land. Het noordelijke deel van het oorspronkelijke grondgebied van het district valt sinds 1974 onder de alleen door Turkije erkende Turkse Republiek van Noord-Cyprus. Dit deel heet nu Güzelyurt.

## Gemeenten
Volgens de Statistische Dienst van Cyprus bestaat district Nicosia uit 162 gemeenten en 12 steden. De steden zijn vetgedrukt. 
| Zuid-Cyprus | Zuid-Cyprus | Zuid-Cyprus | Noord-Cyprus |
| --- | --- | --- | --- |
| - Agia Irini - Agia Marina - Agia Varvara - Agii Iliofoti - Agii Trimithias - Agios Dometios - Agios Epifanios Orinis - Agios Epifanios Soleas - Agios Georgios - Agios Georgios Lefkas - Agios Ioannis (Selemani) - Agios Ioannis (Malountas) - Agios Nikolaos Lefkas - Agios Sozomenos - Agios Theodoros Soleas - Agios Theodoros Tilliria - Aglandzia - Agrokipia - Akaki - Alampra - Alevga - Alithinou - Alona - Ammadies - Ampelikou - Analiontas - Anagia - Angolemi - Anthoupolis - Apliki - Arediou - Askas - Astromeritis - Avlona - Dali - Denia - Engomi - Episkopio - Ergates - Evrychou - Farmakas - Fikardou - Flasou - Fterikoudi | - Galata - Galini - Gerakies - Geri - Gerolakkos - Gourri - Kakopetria - Kaliana - Kalo Chorio - Kalopanagiotis - Kampi - Kampia - Kampos - Kannavia - Kapedes - Kataliontas - Kato Deftera - Katokopia - Kato Koutrafas - Kato Moni - Kato Pyrgos - Katydata - Klirou - Kokkinotrimithia - Korakou - Kotsiatis - Lagoudera - Lakatamia - Latsia - Lazanias - Linou - Livadia - Lympia - Lythrodontas - Malounta - Mammari - Mandres - Mansoura - Margi - Margo - Mathiatis - Meniko - Mylikouri - Mitsero - Morfou | - Mosfileri - Moutoullas - Nicosia - Nikitari - Nisou - Oikos - Orounta - Pachyammos - Palechori Morphou - Palechori Orinis - Paliometocho - Pano Deftera - Pano Koutrafas - Pano Pyrgos - Pano Zodia - Pedoulas - Pentagia - Pera - Pera Chorio - Peristerona - Petra - Petra tou Digeni - Pigenia - Platanistasa - Politiko - Polystypos - Potami - Potamia - Psimolofou - Pyrogi - Saranti - Selladi tou Appi - Sia - Sinaoros - Skouriotissa - Spilia - Strovolos - Temvria - Tsakistra - Tseri - Varisia - Vroisia - Vyzakia - Xerovounos - Xyliatos | - Agia - Agia Marina (Skylloura) - Agios Vasilios - Argaki - Beikioi - Dyo Potami - Elia - Epicho - Fyllia - Exometochi - Kalo Chorio Kapouti - Kalo Chorio - Kalyvakia - Kanli - Karavostasi - Kato Zodia - Kazivera - Kioneli - Kourou Monastiri - Kyra - Kythrea - Lefka - Louroujina - Loutros - Kokkina - Masari/Şahinler - Mia Milia - Mora - Neo Chorio - Nikitas - Ortakioï - Palekythro - Peristeronari - Prastio - Skylloura - Syrianochori - Trachoni - Trachonas - Tymbou - Voni |

Famagusta · Kyrenia · Larnaca · Limasol · Nicosia · Paphos